# The Sheriff's Blunder
The Sheriff's Blunder è un cortometraggio muto del 1916 scritto, diretto e interpretato da Tom Mix. Il film, di genere western, fu prodotto dalla Selig Polyscope Company e aveva come altri interpreti Victoria Forde e Sid Jordan.

## Produzione
Il film fu prodotto dalla Selig Polyscope Company.

## Distribuzione
Distribuito dalla General Film Company, il film - un cortometraggio in due bobine - uscì nelle sale cinematografiche statunitensi il 25 novembre 1916 dopo essere stato presentato in prima il 20 novembre. In Brasile, il film prese il titolo O Erro do Xerife.